# Goodwin Knight
Pour les articles homonymes, voir Knight.
Goodwin Knight, né 9 décembre 1896 à Provo (Utah) et mort le 22 mai 1970 à  Inglewood (Californie), est un homme politique américain. Membre du Parti républicain, il est le 31e gouverneur de Californie, en fonction du 5 octobre 1953 au 5 janvier 1959.

## Biographie

### Jeunesse et études
Knight naît à Provo, dans l'Utah, mais sa famille déménage à Los Angeles alors qu'il est enfant. Son père est un ingénieur des mines. Il suit cependant les traces de son grand-père maternel, juge à Provo. Goodwin Knight fait ses études secondaires à Los Angeles à la Manual Arts High School, où l'un de ses camarades de classe est le futur pilote James H. Doolittle. Après avoir servi dans la marine au cours de la Première Guerre mondiale, il est diplômé en droit à l'université Stanford.

### Cour supérieure de Los Angeles
Il devient juge à la cour supérieure de Los Angeles en 1935 et est réélu sans difficultés en 1936 et 1942. Dans cette charge, il a à statuer sur le mariage et le divorce de plusieurs starlettes hollywoodiennes.

### Lieutenant-gouverneur de Californie
Sa carrière politique débute en 1944 lorsqu'il est candidat à l'investiture républicaine au Sénat des États-Unis. S'il se retire rapidement au profit du lieutenant-gouverneur Frederick F. Houser, il est élu pour succéder à ce dernier en 1946 et réélu en 1950. Il devient gouverneur de Californie en 1953 lorsque Earl Warren renonce à sa charge à la suite de sa nomination comme juge en chef des États-Unis.

### Gouverneur de Californie
Comme gouverneur de Californie, après avoir été élu sans difficulté en 1954 avec plus de 56 % des voix pour un mandat complet, Knight bataille avec le sénateur William Knowland (en) et le vice-président Richard Nixon pour le contrôle du Parti républicain en Californie. Si dans un premier temps il fait alliance avec Knowland, les choses changent en 1956 après que ce dernier apporte son soutien à Nixon pour sa réélection comme vice-président.
En 1957, Knowland annonce qu'il entend être candidat à la primaire contre Knight. La menace est sérieuse : Knight est connu pour ses sympathies, bien que modérées, envers les organisations ouvrières au moment où son parti devient de plus en plus conservateur. Finalement, sur les conseils de Nixon et du président Dwight D. Eisenhower, il renonce à se représenter en faveur de Knowland et est candidat au Sénat des États-Unis face à Clair Engle (en), candidat du Parti démocrate. Tous deux sont battus, ce qui permet à Nixon de prendre le contrôle du Parti républicain en Californie, élément clé dans sa course à l'investiture présidentielle de 1960.

### Fin de vie et décès
Son dernier acte politique est de soutenir Nelson Rockefeller en 1964 lors de l'investiture républicaine à la présidentielle. Goodwin Knight meurt en 1970 à Inglewood. De nombreuses personnalités sont présentes à ses funérailles, notamment le gouverneur Ronald Reagan, le sénateur Barry Goldwater et le général Omar Bradley.